# Palaeopsylla laxata
Palaeopsylla laxata är en loppart som beskrevs av Jordan 1933. Palaeopsylla laxata ingår i släktet Palaeopsylla och familjen mullvadsloppor. Inga underarter finns listade i Catalogue of Life.